# 木暮公延
木暮公延是日本漫畫及動畫《灌籃高手》中的主要角色，其创作原型为前芝加哥公牛隊5號John Paxson為設計腳本。湘北高中籃球隊的副隊長，原是先發球員，後來櫻木花道取代其經常先發之地位，是湘北的最佳第六人。木暮公延是隊長赤木刚宪初中及高中的同學，也是跟随他堅持留在籃球隊中的隊員。

## 介紹
木暮的籃球生涯是由北村中學開始，他為了鍛鍊體力而跟初次認識的赤木加入該校的籃球部。可是，沉悶的基礎鍛鍊及艱苦的體能訓練，令木暮一度有退出的念頭，可是受赤木的感染，最終還是留下。在木暮等人在北村中最後一場比賽以36比42輸給了高橋中學之後，木暮感到自己深深愛上籃球，於是決意跟赤木在高中稱霸全國。
木暮觀看了武石中學在縣大賽的決賽，最後時刻三井壽對勝利的執著與關鍵時刻的絕殺，讓木暮心中敬佩不已。可是木暮跟隨赤木加入湘北籃球部時，貴為初中的「最有價值球員」（MVP）三井亦跟隨安西教練加入籃球部，讓木暮大吃一驚，他感到有赤木及三井的湘北真的有可能稱霸全國，便決意要在未來的日子努力鍛鍊自己。可是三井與赤木長期不咬弦，讓他頭痛不已。而且三井腳部舊患突然復發，並黯然離開籃球場，這時木暮留意到三井的落寞。卻想不到兩年後，三井成為了不良份子，並集結人馬到籃球部搗亂，幾乎斷送了籃球部的將來。木暮用盡方式試圖勸服三井歸隊，可是卻不得要領，讓木暮憤怒不已，並罕有地對三井破口大罵。最終，三井及另一問題球員宮城良田歸隊，再加上攻擊力強的一年生流川楓及同是一年生的內線球員櫻木花道，木暮不久後被安排作後備球員。可是，木暮並無任何怨言，並一直默默地努力，作為湘北的後備力量，他還是經常有替補出場的機會。
木暮與赤木可說是見證著湘北成長的隊員。他勤奋努力，个性温和，在队中發揮协助队长的作用。他的領導方式跟赤木不同，往往用懷柔的方式鼓勵隊友，和赤木形成強烈的對比，因此兩人分別被彩子稱作湘北的「『皮鞭』與『糖果』」（參見第22回），通常被櫻木称作「眼镜君(メガネ君)」。
在縣大賽表現雖然不多，但往往在一些重要比賽場合只要一出場就會做出一些精彩舉動影響整個比賽的勝負：對翔陽之戰中，最後時刻接替體力透支的三井上場，在接近完場的時刻擋下藤真健司企圖反超前的三分球，令湘北保住兩分的勝果；對海南之戰，最後時刻接替體力透支的流川上場，及時把球打向清田信長的腳，反彈出界令湘北保住一線生機；對陵南之戰中，因為安西教練住院無法督導比賽，木暮在場邊雖然沒有辦法指導球員，但叫了兩個及時的暫停，同樣在最後時刻接替體力透支的三井上場，湘北在陵南窮追猛打的情況下絕地反擊，木暮在無人看管的情況下以一記關鍵三分球讓湘北隊獲得的保險分，致使仙道在下一刻追進一球，然而還是敗給進步異常神速的櫻木花道的再見灌籃。確保了湘北的領先優勢，並讓對方不將自己放在眼內的田岡茂一教練付上了沉重代價。
木暮球風實而不華，有不錯的控球和傳球能力，亦是湘北隊中唯三具有近攻與與外線能力的射手(另外兩人是三井壽、流川楓)，在三井尚未歸隊以前的數場練習賽(陵南、武園)，其三分球是能在緊張時刻發揮最大功效。
一般認為，作者是以芝加哥公牛隊5號約翰·帕克森(球風)和芝加哥公牛隊54號霍雷斯·格蘭特(外貌)為設計腳本。